# みずなともみ
みずな ともみは、日本の漫画家。福岡県出身、東京都在住。女性。
同人サークル名は「おもしろとろろこんぶ」。

## 作品リスト

### 連載中
- 異世界ゆるり紀行 〜子育てしながら冒険者します〜（原作：水無月静琉、アルファポリス公式Web漫画、アルファポリス、2018年1月17日 - ）

### 連載終了
- 魔女っ子@home（まんがタイムきららキャラット Vol.1 - Vol.10、まんがタイム 2003年6月号 - 2005年7月号、芳文社）
- ベンリ屋なっちゃん（まんがタイムスペシャル 2003年5月号 - 2007年3月号、芳文社）
- どきどき女子寮ライフ（まんがタイムジャンボ 2003年12月号 - 2008年4月号、芳文社、）
- いたずらまじょ子の大冒険（原作：藤真知子、プレコミックブンブン 2004年1月号 - 2007年1月号、ポプラ社）
- タイムトラベラーズチェック!（原作：藤真知子、まんがドカン小町 Vol.1、メディアックス、2008年2月）
- ちょー!えど幕末伝（まんがタイムジャンボ 2009年2月号 - 2010年2月号、芳文社）
- みもりろっくおん!（まんがくらぶオリジナル 2009年7月号ゲスト・10月号 - 2013年3月号、竹書房）

### 単行本
- 魔女っ子@home 既刊1巻（芳文社、まんがタイムKRコミックス）
- どきどき女子寮ライフ 全2巻（芳文社、まんがタイムコミックス）
- ベンリ屋なっちゃん 全1巻（芳文社、まんがタイムコミックス） - 完結巻である2巻は電子書籍として刊行。
- いたずらまじょ子の大冒険 全5巻（ポプラ社）
- ちょー!えど幕末伝 全1巻（芳文社、まんがタイムコミックス）
- みもりろっくおん! 全2巻（竹書房、バンブーコミックス）
- 異世界ゆるり紀行 〜子育てしながら冒険者します〜 既刊10巻（アルファポリス、アルファポリスCOMICS）

### 書籍
- 漫画バイブル・ゼロシリーズ アタリ革命 （両角潤香と共著）（マール社、2009年、ISBN 978-4837305279）
  1. アタリ線をなぞってポーズの感覚をつかめ!
  2. 顔×ポーズで喜怒哀楽を描き分ける! （両角潤香と共著）（マール社、2010年、ISBN 978-4837305293）
- 戦う!和風武器ポーズ集 （両角潤香と共著）（マール社、2010年、ISBN 978-4837305309）
- 闘う!西洋&ファンタジー武器イラストポーズ集 （両角潤香と共著）（マール社、2012年、ISBN 978-4837305385）
- 漫画バイブル・ゼロシリーズ 描けない! （両角潤香と共著）（マール社、2014年、ISBN 978-4837305422）
- コスチューム・マトリックス （両角潤香と共著）（マール社、2014年、ISBN 978-4837305460）
- ファンタジー・マトリックス （両角潤香と共著）（マール社、2017年、ISBN 978-4837310013）

### ゲーム
- アパシー ミッドナイト・コレクション

（一部背景、一部一枚絵グラフィック）
（一部背景グラフィック）
- アパシー レンタル家族（キャラクターデザイン・原画）